# Temnothorax dongzhi
Temnothorax dongzhi (лат.) — вид мелких муравьёв рода Temnothorax из подсемейства мирмицины (Formicidae). Встречается в Китае.

## Этимология
Видовое название T. dongzhi происходит от слова «Dōngzhì» (冬至, «дунчжи», «зимнее солнцестояние»), обозначающего один из 24 сроков (знаков зодиака) традиционного Китайского солнечного календаря (знак Козерог, с 22 декабря).

## Распространение
Китай: провинция Сычуань.

## Описание
Мелкие муравьи (около 4 мм), основная окраска тела коричневато-чёрная. Новый вид сходен с T. leyeensis Zhou et al., 2010, но отличается тем, что у нового вида дорсум головы слабо продольно морщинистый в центральной части, проподеальные шипы относительно короче и субпрямостоячие, цвет тела черновато-коричневый, голова и брюшко чёрные; у T. leyeensis дорсум головы густо сетчатый в центральной части, проподеальные шипы относительно длиннее и заострены, цвет тела коричневато-жёлтый, голова и брюшко чёрные. Новый вид также похож на T. shuangjiang, но отличается тем, что у нового вида проподеальные шипы субпрямые и образуют прямой угол с проподеальным дорсумом при боковом виде, пронотальные бока грубо морщинистые; у T. shuangjiang проподеальные шипы косые и образуют тупой угол с проподеальным дорсумом при боковом виде, пронотальные бока сетчатые. Этот новый вид также похож на T. xia, но отличается тем, что у нового вида проподеальные шипы субпрямые и образуют прямой угол с проподеальным дорсумом при виде сбоку, дорсум петиолярного узелка узко закруглён; у T. xia проподеальные шипы косые и образуют очень тупой угол с проподеальным дорсумом при виде сбоку, дорсум петиолярного узелка широко закруглён. Между тем, новый вид сходен с T. xiaoman, но отличается тем, что у нового вида дорсум мезонотума и проподеума слабо выпуклый при виде сбоку, проподеальные шипы примерно в три раза длиннее их базальной ширины, дорсум петиолярного узелка узко округлый; у T. xiaoman дорсум мезонотума и проподеума прямой в боковом виде, проподеальные шипы слабо длиннее их базальной ширины, дорсум петиолярного узла тупо угловой. Заднегрудь угловатая, с проподеальными шипиками. Грудь и голова сверху с морщинками, профиль ровный, без промезонотального и метанотального шва. Брюшко гладкое и блестящее. Усики 12-члениковые. Вид был впервые описан в 2024 году китайскими мирмекологами Yu-Han Qian и Zheng-Hui Xu (Southwest Forestry University, Куньмин, Юньнань) по типовым материалам из Китая.

### Комментарии
1. ↑  В западном календаре это соответствует первой половине зодиакального знака Козерог (с 22 декабря), а в переводе означает «зимнее солнцестояние». Второй половине соответствует xiǎohán и назван вид Temnothorax xiaohan.